# Cerkiew św. św. Piotra i Pawła w Nagórzanach
Cerkiew śś. Piotra i Pawła w Nagórzanach – murowana filialna cerkiew greckokatolicka, znajdująca się w Nagórzanach.

## Historia
Cerkiew wzniesiona w 1848, erygowana w 1861 z fundacji Włodzimierza Poźniaka, patrona tytularnego i kolatora cerkwi. W 1864 nastąpiła zmiana wezwania ze św. Michała na śś. Piotra i Pawła. Do 1791 cerkiew była niezależną parafią, po tym roku należała do parafii greckokatolickiej w Woli Sękowej jako cerkiew filialna. W 1902 remontowana. Po 1947 popadła w ruinę.
Pierwszymi potomkami późniejszych wyznawców byli prawdopodobnie osadnicy ruscy, którym w 1520 dziedzic tych ziem Adam Wzdowski, powierzył przez pracowitego Pawła Dynowicza założenie wsi Jawornik graniczącej z Nagórzanami, złożonej z nowych przybyszów na prawie kmiecym.
22 listopada 2024 oddano odnowiony budynek świątyni, zrekonstruowany staraniem gminy Bukowsko.

## Opis
Jest to budowla orientowana, jednoprzestrzenna na planie prostokąta murowana z kamienia łamanego, pierwotnie otynkowana. Wewnątrz zamknięta półkoliście, zewnątrz trójbocznie. Od zachodniej strony stał dawniej oszalowany przedsionek o konstrukcji słupowej. Do wnętrza prowadziły drzwi drewniane o konstrukcji klepkowej. Wewnątrz u powały płaski strop. Portal od strony zachodniej do nawy głównej prostokątny z nadprożem wyciętym z motywem "oślego grzbietu", sygnowany datą 1861.
Pokrycie dachu typu kalenicowego, trójspadowe wykonane było z gontu. Na dachu znajdowała się wieżyczka z sygnaturką, zwieńczona ośmioboczną baniastą latarnią. Do roku 1965 przed wejściem do świątyni znajdowała się kamienna dzwonnica parawanowa rozebrana w kolejnych latach pod budowę miejscowego pomnika. Część pierwotnego wyposażenia kościoła bezpowrotnie zaginęła, część znajduje się w nowotanieckiej farze, natomiast XVI wieczna ikona w Muzeum Historycznym w Sanoku.Po roku 1947 cerkiew zaczęła popadać w ruinę.
Cerkwisko położone jest na cmentarzu grzebalnym z XIX wieku. Na cmentarzu zachowały się nieliczne nagrobki w początku XX w. Pod cerkwią znajduje się krypta z grobami fundatora i jego synów.